# Kento Hashimoto
Kento Hashimoto (født 16. august 1993) er en japansk fodboldspiller.
Han har spillet for flere forskellige klubber i sin karriere, herunder FC Tokyo og Roasso Kumamoto.